# Пастух (оповідання)
«Пастух» (рос. Пастух)  ― оповідання російського радянського письменника Михайла Олександровича Шолохова, написаний у 1925 році.

## Історія публікації
Оповідання «Пастух» вперше опубліковано в Журналі селянської молоді", 5 лютого 1925 р., № 2. Входив до авторські збірники «Донські розповіді», вид. «Нова Москва», М. 1926 і «Лазурова степ. Донські розповіді», що вийшов в «Московському товаристві письменників» 1931 році.

## Персонажі
- Григорій Фролов ― головний герой оповідання, комсомолець, пастух, 19 років. Мріє вступити на раб-фак. Пише у «Червону правду» про неправильний розподіл землі в хуторі, у фіналі гине від рук місцевих багатіїв.

- Дід Артемыч ― житель хутора, господар однієї здохлих телиць.

- Дуня ― сестра головного героя Григорія Фролова, подпасок, 17 років. Після смерті брата йде в місто вчитися.

- Зять Михея Нестерова ― безіменний персонаж, новий голова виконкому. Вбивця Григорія Фролова.

- Гнат ― житель хутора, мельник, кулак.

- Коваль Тихон ― житель хутора, господар однієї з телиць. Розповідає Григорію про становище на хуторі та береться передати його статтю в газету «Червона правда».

- Нестеров Михей ― житель хутора, кулак.

- Політов ― секретар станичною комсомольського осередку, один Григорія Фролова.

- Голова виконкому ― безіменний персонаж, ініціює наймання в пастухи Григорія Фролова. Зміщений з посади кулаками.

- Син мельника Гната ― безіменний персонаж, учасник вбивства Григорія Фролова.

## Адаптації
У 1957 році на кіностудії «Мосфільм» за оповіданням «Пастух» Михайла Шолохова був знятий однойменний короткометражний художній фільм. Режисер-постановник і сценарист Іскра Бабіч, під керівництвом Г. Л. Рошаля. Спеціальний диплом 9-го МКФ документальних, науково-популярних і короткометражних фільмів у Венеції «За плавність і драматичний характер оповіді, за високі художні якості» (1958).